# Municipio de Scotch Irish
El municipio de Scotch Irish (en inglés: Scotch Irish Township) es un municipio ubicado en el  condado de Rowan en el estado estadounidense de Carolina del Norte. En el año 2010 tenía una población de 1.820 habitantes.

## Geografía
El municipio de Scotch Irish se encuentra ubicado en las coordenadas 35°48′15.5″N 80°39′20.23″O / 35.804306, -80.6556194.